# وقتی باور کردی
«وقتی باور کردی» (به انگلیسی: When You Believe) تک‌آهنگی از هنرمندان اهل ایالات متحده آمریکا ویتنی هیوستون و ماریا کری است که در ۲ نوامبر ۱۹۹۸ به عنوان چهارمین تک‌آهنگ از آلبوم عشق من عشق توست منتشر شد.
از این ترانه برای موسیقی انیمیشن شاهزاده مصر استفاده شد و موفق به کسب جایزه اسکار بهترین ترانه در سال ۱۹۹۸ شد.